# تپه بلبل آو
تپه بلبل آو مربوط به عصر مس است و در شهرستان خرم‌آباد، بخش چغلوندی، دهستان بیرانوند جنوبی، ۴۰۰ متری جنوب غرب روستای نمکلان علیا واقع شده و این اثر در تاریخ ۲۸ اسفند ۱۳۸۵ با شمارهٔ ثبت ۱۸۵۵۹ به‌عنوان یکی از آثار ملی ایران به ثبت رسیده است.